# Tröbsdorf (Weimar)
Tröbsdorf ist ein Stadtteil der kreisfreien Stadt Weimar in Thüringen.

## Lage

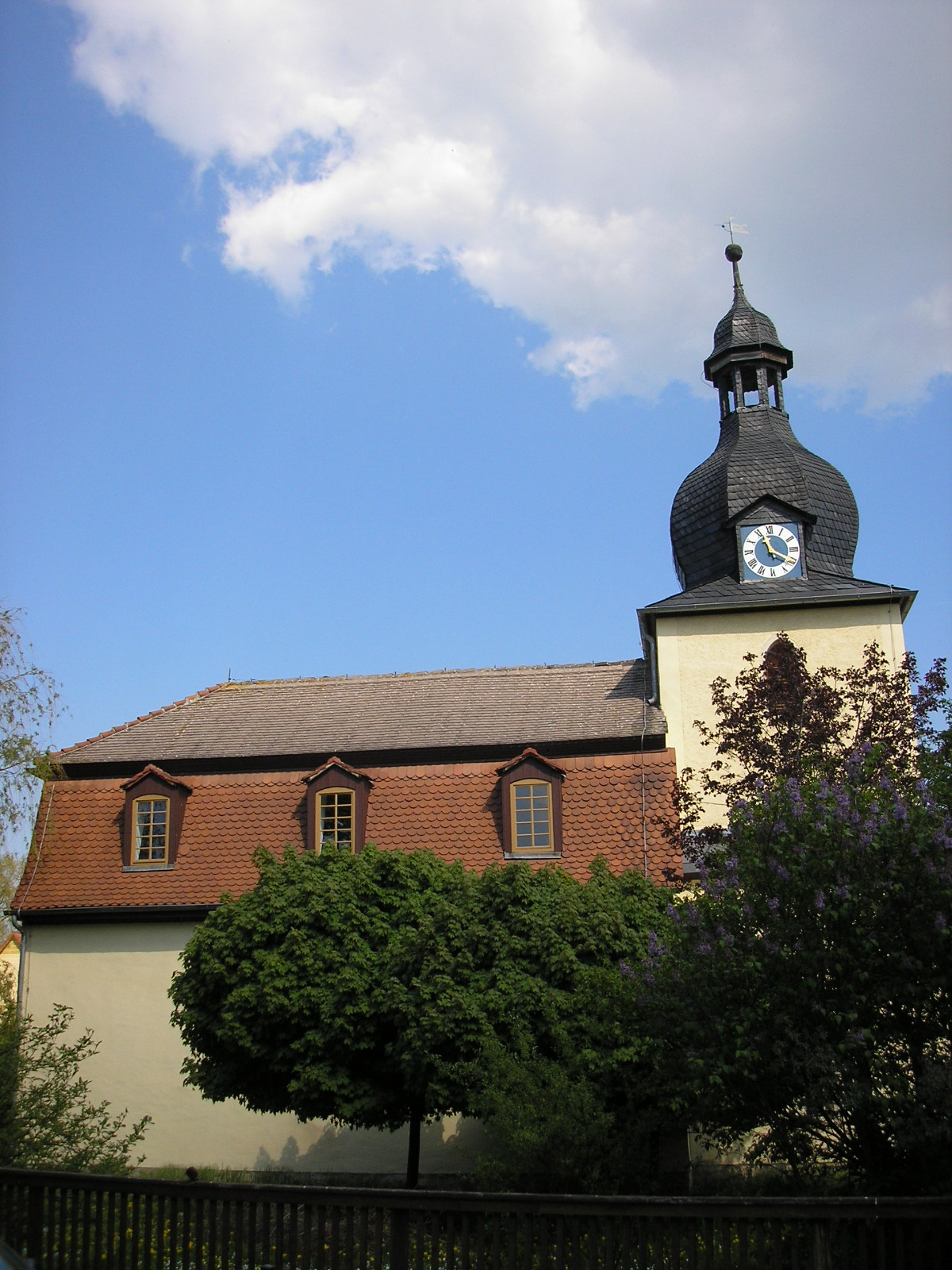
Dorfkirche

Tröbsdorf liegt westlich der Kernstadt Weimar an der Bahntrasse Weimar-Erfurt. Die Bundesstraße 7 tangiert den Ort östlich und südlich. Der Ortsteil umfasst eine Fläche von 2,97 km². Er hatte am 31. Dezember 2008 1.180 Einwohner. Ortsteilbürgermeister ist Matthias Hopf. Der Ort liegt mit seiner Max-Greil-Siedlung direkt an der B 7.

## Geschichte
Im Ingelheimer Protokoll von 876 wird ein Trebunestorph genannt, wobei es sich um die urkundliche Ersterwähnung Tröbsdorfs handeln könnte. Jedoch ist nicht sicher, ob damit Tröbsdorf bei Weimar oder das Tröbsdorf bei Laucha an der Unstrut gemeint ist. Im Zeitraum 1251–1259 wurde das Dorf erstmals urkundlich erwähnt.
Die seit dem Jahr 1251 nachweisbare Kirche wurde im 16. und im 18. Jahrhundert umgebaut. Als sehenswert gelten Kanzel, Orgel und ein Vortragekreuz aus dem 18. Jahrhundert.
Im Rahmen einer Kreisreform wurde die Gemeinde Tröbsdorf zum 1. Juli 1994 aus dem ehemaligen Landkreis Weimar der kreisfreien Stadt Weimar angeschlossen.